# 埼玉県道205号親鼻停車場線
埼玉県道205号親鼻停車場号線（さいたまけんどう205ごう おやはなていしゃじょうせん）は、埼玉県秩父郡皆野町内に設定されている県道である。

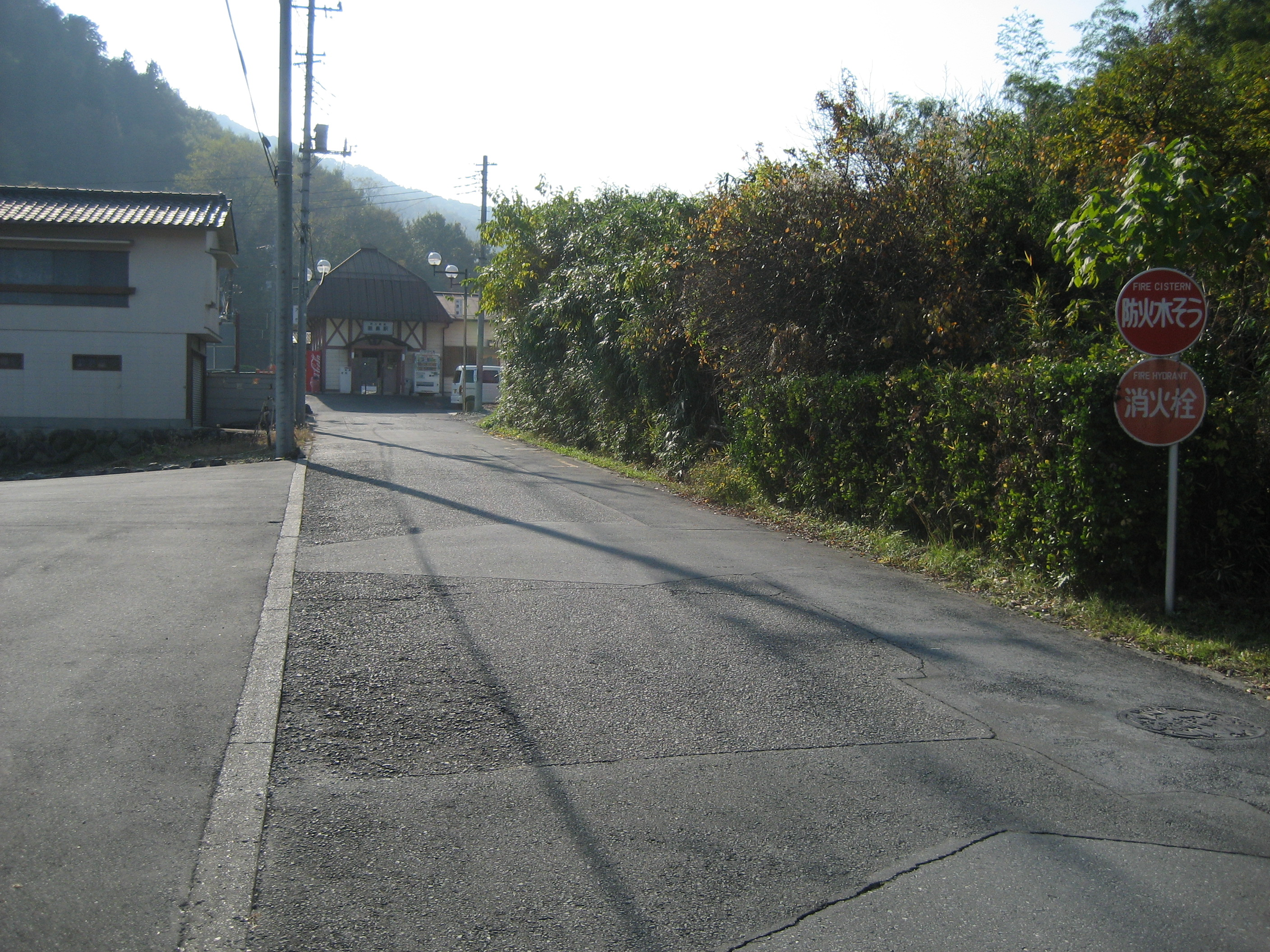
親鼻駅付近

## 路線概要
- 起点：親鼻停車場
- 終点：埼玉県道37号皆野両神荒川線交点
- 総距離：99m

## 通過する自治体
- 埼玉県
  - 秩父郡皆野町

## 接続・交差する主な道路
- 埼玉県道37号皆野両神荒川線

## 沿線
- 秩父鉄道秩父本線親鼻駅